# Movimiento de Movilización Espiritual Nacional

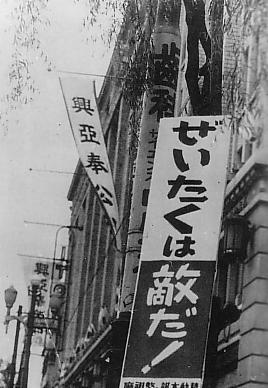
Cartel del Movimiento que dice "El lujo es nuestro enemigo".

El Movimiento de Movilización Espiritual Nacional (国民精神総動員運動 Kokumin Seishin Sōdōin Undō) fue una organización establecida en el Imperio del Japón como parte de los controles sobre organizaciones civiles bajo la Ley de Movilización General del Estado por parte del Primer Ministro Fumimaro Konoe.
Representantes de 74 organizaciones nacionalistas se reunieron en la residencia del Primer Ministro en octubre de 1937, y se les dijo que sus organizaciones ahora formaban parte de la "Liga Central del Movimiento de Movilización Espiritual", encabezada por el Almirante Ryokitsu Arima y bajo la supervisión conjunta del Ministerio del Interior y del Ministerio de Educación. El propósito del Movimiento sería reunir a la nación para un esfuerzo de guerra total contra China en la segunda guerra sino-japonesa.
Konoe luego ordenó a otras 19 organizaciones nacionalistas que se unieran a la Liga. Este movimiento y otras políticas formaron parte del "Nuevo Orden" (Shintaisei) que se promulgó el 3 de noviembre de 1938, un día festivo que marcó el cumpleaños del emperador Meiji.
Además de los llamamientos públicos para un mayor patriotismo, el Movimiento de Movilización Espiritual Nacional abarcó algunos programas concretos como el Impulsando el servicio de producción de la Nación, el Impulsando el Servicio de Cultivos de la Nación y el Servicio del Cuerpo de Voluntarios Estudiantiles de la Nación. Además, fue parte de un movimiento general realizado por el régimen Shōwa para controlar de cerca la información que había comenzado en 1936 con el establecimiento del Comité de Información del Gabinete que lanzó dos revistas oficiales: el Shūhō (Informe Semanal) en noviembre de 1936 y el Shashin Shūhō (Reportaje fotográfico semanal). El propósito de estos fue "asegurar que el contenido y el significado de las políticas inauguradas por el Gobierno se difundan ampliamente entre la ciudadanía en general y sean entendidas correctamente por ellos".
El sucesor de Konoe, el primer ministro Kiichiro Hiranuma, entregó el movimiento al general Sadao Araki en enero de 1939, quien lo revitalizó al patrocinar mítines públicos, programas de radio, propaganda impresa y seminarios de discusión en las asociaciones de vecinos tonarigumi. Famosos personajes públicos fueron reclutados para dar conferencias sobre las virtudes del ahorro, la higiene y el trabajo duro, y para difundir un sentimiento de orgullo nacional en el kokutai japonés.
La Liga fue abolida el 20 de diciembre de 1945 por las autoridades de ocupación estadounidenses después de la rendición de Japón.